# Arenaria edgeworthiana
Arenaria edgeworthiana là loài thực vật có hoa thuộc họ Cẩm chướng. Loài này được Majumdar mô tả khoa học đầu tiên năm 1965.